# Bootanelleus viridiscutellum
Bootanelleus viridiscutellum är en stekelart som beskrevs av Girault 1915. Bootanelleus viridiscutellum ingår i släktet Bootanelleus och familjen gallglanssteklar. Inga underarter finns listade.